# 入猟税
入猟税（にゅうりょうぜい）は、日本の税制の一つであり、地方税法（昭和25年7月31日法律第226号）に基づき、道府県知事の狩猟者の登録を受ける者に対し、その道府県により課されていた地方税である。
昭和38年に狩猟免許税（狩猟者登録税の前身）とともに創設された。狩猟免許税は普通税であるが、入猟税は、鳥獣の保護及び狩猟に関する行政の実施に要する費用に充てるための目的税である。
2004年（平成16年）3月31日に公布・施行された「地方税法及び国有資産等所在市町村交付金及び納付金に関する法律の一部を改正する法律（平成16年法律第17号）」に伴い、狩猟者登録税と入猟税が廃止され、狩猟税が新設された。

## 税率
- 網・わな猟免許、第一種銃猟免許（空気銃以外の銃器）の登録者－6,500円
- 第二種銃猟免許（空気銃）の登録者－2,200円

## 納税
- 登録を受ける際、都道府県発行の収入証紙により納める。